# Козичено
Козичено (Козичино)— деревня в Смоленской области России, в Кардымовском районе. Население — 6 жителей (2007 год). Расположена в центральной части области в 22 км к югу от Кардымова, на правом берегу Днепра, в 7 км южнее железной дороги Смоленск-Сухиничи. Входит в состав Нетризовского сельского поселения.

## История
В 1869 году в казённой деревне Козичено было 11 дворов, 124 жителя (Список населённых мест Смоленской губернии). В 1904 году деревня входит в Спасскую волость Смоленской губернии. 

## Достопримечательности
Памятники археологии:
- Неолитическая стоянка в 1 км к югу от деревни на правом берегу р. Днепр. Использовалась в IV – I тысячелетиях до н.э.
- Неолитическая стоянка недалеко от впадения Большого Вопца в Днепр. Относится к IV – II тысячелетию до н.э.
- Селище тушемлинских племен 1-го тысячелетии н.э. на восточной окраине второй стоянки.
- Могильник и курганы при впадении Большого Вопца в Днепр.